# Emma - Una storia romantica
Emma (エマ?, Ema) è un manga di Kaoru Mori di ambientazione vittoriana. La serie è composta da 7 volumetti pubblicati in Giappone sulla rivista Monthly Comic Beam dal 2001 al 2006 e in Italia dalla casa editrice Dynit dal 2006 al 2007. Dopo il termine della vicenda principale l'autrice ha creato altri tre volumi, che raccontano le vicende dei personaggi secondari prima dell'inizio e dopo la fine della storia narrata. Dynit, tuttavia, non ha pubblicato i restanti tre tankōbon.
Nel 2013 l'editore J-Pop ha annunciato una nuova edizione della serie, compresi i tre volumi rimanenti, rimasti inediti fino ad allora in Italia. Successivamente J-Pop ha pubblicato la nuova edizione dal 29 marzo 2014 al 31 ottobre 2015, comprendendo anche i tre volumetti rimasti.
Nel 2005, quando ancora la serie manga non era stata ultimata, è stato prodotto dalla Pierrot un anime di 12 episodi, che segue le vicende del manga fino al terzo volume. Nel 2007 è stato prodotto un seguito, curato da Ajia-do Animation Works con altre 12 puntate che concludono la vicenda. La serie animata in Italia è stata trasmessa in prima visione dal 27 febbraio 2010 sulla rete Hiro e in replica per la prima volta in chiaro su Italia 1 dal 7 agosto 2012, per un totale di 24 episodi, con il titolo Emma - Una storia romantica: la sigla italiana, intitolata Emma, è interpretata da Cristina D'Avena.

## Trama
La storia è ambientata a Londra alla fine dell'epoca vittoriana. Protagonista è la giovane Emma, cameriera di umili origini impiegata presso la signora Stoner, un'ex istitutrice. Dopo un incontro burrascoso tra Emma e William Jones, rampollo della ricca borghesia ed ex allievo della signora Stoner, i due giovani cominciano a frequentarsi e nasce una storia d'amore, che culmina con il loro primo bacio. Con la tragica morte della signora Stoner, però, Emma si accorge di non essere la persona più indicata per il signorino William e parte in tutta fretta dalla capitale pensando di fare ritorno al suo villaggio natale. L'incontro tra William ed Emma è mancato per un soffio, ma è in questa circostanza che il giovane Jones viene a conoscenza del difficile passato della ragazza.
Emma, però, non raggiunge il suo villaggio poiché sul treno incontra la simpatica cameriera Tasha e la sua ricca ed eccentrica padrona di origini tedesche, la signora Molders, ed entra a servizio presso quest'ultima. Nel frattempo William, confuso, sotto la pressione della famiglia, chiede in moglie la ricca e aristocratica Eleanor Campbell, la cui casata potrebbe garantire ai Jones l'entrata nella nobile società londinese.
Si seguono così, separatamente, le storie di Emma, che fa amicizia con le altre cameriere, e di William, alle prese con una fidanzata, che non ama. Capita però che Emma conosca, attraverso la signora Molders, la signora Trollope, una ricca dama un po' eccentrica, che si rivelerà essere nientemeno che la madre di William. A Londra, al seguito della signora Molders e della signora Trollope, Emma viene coinvolta in una festa e qui incontra nuovamente il signorino Jones che, questa volta, è più che mai deciso a non lasciarla nuovamente scappare. I due giovani cominciano così a intrattenere una corrispondenza regolare, ma, se la famiglia Molders trova buffa la cosa, altrettanto non si può dire della famiglia Campbell, che trama segretamente per separarli e far sposare Eleanor con William.

## Personaggi principali
Emma (エマ?, Ema)
Doppiata da: Yumi Tōma (ed. giapponese), Beatrice Caggiula (ed. italiana)
È una ragazza di vent'anni, protagonista della storia, che si innamora di William Jones dalla prima volta che lo incontra. Originaria di un misero villaggio di pescatori nello Yorkshire, da giovane viene rapita per essere venduta a un bordello di Londra. Riesce a fuggire, ma si perde nella grande metropoli e non riesce più a ritornare a casa. Vive con lavori saltuari e di elemosina fino a che viene presa sotto l'ala prottrettice di Kelly Stowner, presso la quale lavora come cameriera. Qui Emma impara a leggere, a scrivere, e lentamente riesce a farsi una cultura, fino a riuscire a leggere anche un po' di francese.
Dopo la morte della signora Stowner alla quale sarà per sempre grata, Emma si allontana da Londra con l'intenzione di ritornare al suo villaggio, ma durante il viaggio in treno incontra una cameriera che lavora per la famiglia di un immigrato tedesco che vive in una villa presso York e riesce a farsi assumere come cameriera.
Emma, grazie alla sua perfetta padronanza della lingua inglese, dai suoi modi raffinati e dalla sua cultura, si guadagna ben presto la stima dei componenti della famiglia e intraprende numerosi viaggi con la sua padrona.
William Jones (ウィリアムジョーンズ?, Wiriamu Jōnzu)
Doppiato da: Tokuyoshi Kawashima (ed. giapponese), Davide Albano (ed. italiana)
È il protagonista maschile della storia, rampollo di una famiglia molto ricca di commercianti della classe media, che sta tentando di inserirsi nella nobiltà inglese. Ha la stessa età di Emma e come futuro erede del padre, oltre a dover prendere le redini dell'azienda di famiglia, ha il compito di sposare una ragazza di buona famiglia, preferibilmente nobile, ma si innamora di Emma e la incontra spesso al Covent Garden nella Regent Street. Nel manga, William rivela a suo padre i sentimenti che prova per Emma, ma il padre non incontra mai la ragazza, contrariamente a quanto avviene nell'anime.
Dopo la partenza di Emma da Londra, William cambia drasticamente. Incomincia a lavorare molto duramente, partecipa alle riunioni dell'alta società e si prende cura degli affari di famiglia. Non smette mai di rimpiangere la perdita di Emma, ma comincia a vivere come il padre si attendeva da lui. Tuttavia, durante la festa di fidanzamento tra lui ed Eleanor Campbell, William incontra Emma per caso e a causa di ciò annulla il suo fidanzamento e riallaccia di nuovo il rapporto con lei.
Kelly Stowner (ケリーストウナー?, Keri Sutounā)
Doppiata da: Taeko Nakanishi (ed. giapponese), Graziella Porta (ed. italiana)
Datrice di lavoro di Emma ed ex governante e insegnante di William Jones. Si è sposata all'età di 18 anni, ma ha perso il marito due anni nel matrimonio, e non ha avuto figli. Giovane e istruita, Mrs. Stowner decide di diventare la governante e l'insegnante di William e dei suoi fratelli, adottando il "pugno di ferro". Appena prima di ritirarsi, incontra Emma, allora quindicenne che viveva di elemosina e ne fa la sua cameriera. Da istitutrice qual era, Kelly insegna a Emma a occuparsi della casa e a leggere e a scrivere, trasformando una mendicante in una ragazza colta e dai modi raffinati. Kelly favorisce anche il rapporto tra Emma e William, anche se si rende conto dei problemi a cui i due giovani sarebbero andati incontro.
Hakim Atawari (ハキム・アタワーリ?, Hakimu Atawāri)
Doppiato da: Yūji Ueda (ed. giapponese), Massimo Di Benedetto (ed. italiana)
Migliore amico di William Jones, è un principe indiano che ha frequentato assieme a William l'Eton College. Il suo carattere è l'opposto di quello dell'amico: William è schivo e rifugge gli eventi sociali, mentre Hakim ama essere sempre al centro dell'attenzione, sempre in compagnia dal suo harem, con servitù ed elefanti al seguito. Come William, è stato conquistato da Emma fin dalla prima volta che l'ha vista.
Inizialmente Hakim doveva rimanere in Inghilterra soltanto una settimana, ma la sua permanenza si prolunga perché desidera vedere l'evoluzione della relazione tra Emma e William. Anche se è innamorato di Emma, quando scopre che lei è a sua volta innamorata dell'amico cerca di incoraggiare la loro storia, ma si arrende all'inevitabile quando la ragazza se ne va da Londra per ritornare al suo villaggio natale e non fa alcuno sforzo per impedirle di partire. Quando William infine si fidanza con Eleanor, Hakim decide di ritornare in India, visto che non era per niente interessato a vedere l'amico cedere alle pressioni del padre e della società benpensante.
Secondo le intenzioni di Kaoru Mori, Hakim doveva essere l'antagonista di William, ma il suo ruolo nella storia è via via cambiato a dispetto delle intenzioni dell'autrice.

## Media

### Manga
La storia è raccolta in 7 volumetti e 3 extra, formati ognuno di circa 200 pagine in bianco e nero. Solamente i primi sette volumetti sono stati tradotti in italiano e distribuiti a cura della Dynit, con il titolo Victorian Romance Emma. Nel capitolo Extra che conclude ciascun volume, l'autrice scrive commenti scherzosi sulla creazione del manga e sui personaggi. Nel 2013 l'editore J-Pop ha annunciato una nuova edizione della serie, compresi i tre volumi rimanenti, rimasti inediti fino ad allora in Italia. Successivamente J-Pop ha pubblicato la nuova edizione dal 29 marzo 2014 al 31 ottobre 2015, comprendendo anche i tre volumetti rimasti.
Per riuscire a disegnare in maniera corretta un manga che sondasse così in profondità la quotidianità della fine dell'Ottocento, l'autrice si è avvalsa di un grande lavoro di ricerca e studio, consultando anche alcuni specialisti del settore e facendo ella stessa un viaggio a Londra per raccogliere informazioni e caratteristiche utili: risultato del suo duro lavoro sono due Guide all'età vittoriana da lei illustrate che presentano il mondo di allora e spiegano molto dell'ambientazione della vicenda narrata nel manga; questi due libri sono, però, pubblicati solamente in Giappone. Oltre alla ricerca dell'ambientazione, l'autrice ha fatto anche riferimento a molti romanzi della letteratura ottocentesca di ambientazione inglese come Jane Eyre, Emma ed Orgoglio e pregiudizio.

#### Volumi
| 1  | 26 agosto 2002 | ISBN 4-7577-0972-2     | 2 novembre 2006 (Dynit) 29 marzo 2014 (J-Pop)    | ISBN 978-88-6634-668-5 |
| 1  | Capitoli - 1. La visita - 2. Gli occhiali - 3. Il visitatore dal Sud - 4. Lettere d'amore - 5. La fotografia - 6. I due orologi - 7. Richard Jones, il padre - Extra. Postscriptum |                        |                                                  |                        |
| 2  | 1º febbraio 2003 | ISBN 4-7577-1312-6     | 3 gennaio 2007 (Dynit) 30 aprile 2014 (J-Pop)    | ISBN 978-88-6634-669-2 |
| 2  | Capitoli - 8. Al Crystal Palace - 9. La famiglia - 10. Sola - 11. A cena con Eleanor - 12. Addio, Emma! (parte I) - 13. Addio, Emma! (parte II) - 14. Addio, Emma! (parte III) - Extra. Postscriptum |                        |                                                  |                        |
| 3  | 25 novembre 2003 | ISBN 4-7577-1642-7     | 7 marzo 2007 (Dynit) 31 maggio 2014 (J-Pop)      | ISBN 978-88-6634-670-8 |
| 3  | Capitoli - 15. La tempesta - 16. Oggetto di sguardi - 17. Intermezzo - 18. Una nuova vita - 19. Notte di luna piena - 20. Emma e la famiglia Mölders - 21. La signora Trollope - Extra. Postscriptum |                        |                                                  |                        |
| 4  | 26 maggio 2004 | ISBN 4-7577-1887-X     | 2 maggio 2007 (Dynit) 30 giugno 2014 (J-Pop)     | ISBN 978-88-6634-671-5 |
| 4  | Capitoli - 22. William adesso... - 23. Il suono dell'amore - 24. Rotten Row sotto la pioggia - 25. L'ira di Monica - 26. Emma adesso... - 27. Suona la campana delle vicissitudini - 28. Incontrarsi di nuovo - 29. Emma e William - Extra. Postscriptum                                                        |                        |                                                  |                        |
| 5  | 31 marzo 2005 | ISBN 4-7577-2168-4     | 4 luglio 2007 (Dynit) 31 luglio 2014 (J-Pop)     | ISBN 978-88-6634-672-2 |
| 5  | Capitoli - 30. Le tradizioni e i legami di sangue (la famiglia - prima parte) - 31. Le tradizioni e i legami di sangue (la famiglia - seconda parte) - 32. La decisione - 33. Una strana persona - 34. Scambio epistolare (corrispondenza) - 35. La visita a Haworth - 36. Gli arricchiti - Extra. Postscriptum |                        |                                                  |                        |
| 6  | 31 agosto 2005 | ISBN 4-7577-2403-9     | 12 settembre 2007 (Dynit) 30 maggio 2015 (J-Pop) | ISBN 978-88-6634-673-9 |
| 6  | Capitoli - 37. Il prigioniero di Zenda - 38. Una pessima situazione (1) - 39. Una pessima situazione (2) - 40. Una pessima situazione (3) - 41. Una pessima situazione (4) - 42. Una pessima situazione (5) - 43. Una pessima situazione (6) - Extra. Postscriptum                                              |                        |                                                  |                        |
| 7  | 25 maggio 2006 | ISBN 4-7577-2787-9     | 7 novembre 2007 (Dynit) 27 giugno 2015 (J-Pop)   | ISBN 978-88-6883-131-8 |
| 7  | Capitoli - 44. La luce dell'alba - 45. Il nuovo continente - 46. Una stretta di mano - 47. La cameriera della famiglia Molders - 48. La richiesta - 49. La notte di Eleanor - 50. Lo scontro - 51. Sentimento reciproco - 52. Il fiore della felicità - Extra. Postscriptum                                     |                        |                                                  |                        |
| 8  | 26 marzo 2007 | ISBN 4-7577-3449-2     | 31 luglio 2015                                   | ISBN 978-88-6634-675-3 |
| 8  | Capitoli - 1. Il palazzo di cristallo dei sogni (prima parte) - 2. Il palazzo di cristallo dei sogni (seconda parte) - 3. Il mare di Brighton (prima parte) - 4. Il mare di Brighton (seconda parte) - 5. The Times - 6. In famiglia - Extra. Postscriptum                                                      |                        |                                                  |                        |
| 9  | 25 settembre 2007 | ISBN 4-7577-3726-2     | 5 settembre 2015                                 | ISBN 978-88-6634-676-0 |
| 9  | Capitoli - 7. Erich e Theo - 8. Sulle ali del canto - 9. Amicizia - 10. Shopping in due - 11. I tre cantanti (prima parte) - 12. I tre cantanti (seconda parte) - Extra. Postscriptum |                        |                                                  |                        |
| 10 | 25 aprile 2008 | ISBN 978-4-7577-4178-2 | 31 ottobre 2015                                  | ISBN 978-88-6634-677-7 |
| 10 | Capitoli - 13. Biciclette - 14. La felicità di Adele - 15. Disciplina - 16. In futuro - 17. Infiniti giorni di allegria - 18. Una nuova epoca (prima parte) - 19. Una nuova epoca (seconda parte) - 20. Una nuova epoca (terza parte) - Extra. Postscriptum                                                     |                        |                                                  |                        |

### Anime
Il manga è stato adattato in una serie TV anime, intitolato Eikoku koi monogatari Emma (英國戀物語?), diretto da Tsuneo Kobayashi, sceneggiato da Mamiko Ikeda, e prodotto dalla Pierrot e da TBS. La prima stagione è stata trasmessa a partire dal 2 aprile 2005 in tutto il Giappone su diverse stazioni televisive. Successivamente è stato curato il doppiaggio in lingua inglese per le reti di lingua inglese del Sud-Est asiatico e dell'Asia meridionale. La rappresentazione nella serie dell'Inghilterra vittoriana è molto accurata, con luoghi come Londra, la King's Cross Station, il Crystal Palace, il Covent Garden, la Mudie's Lending Library e con i veicoli del tempo, come ad esempio l'Aerial Steam Carriage, ricreato con un meticoloso dettaglio. 
La serie animata è proseguita con una seconda stagione dal titolo Eikoku koi monogatari Emma dai ni maku (英國戀物語エマ第二?), prodotta da Ajia-do Animation Works, sempre diretta da Tsuneo Kobayashi e scritta da Mamiko Ikeda, che è stata trasmessa in Giappone su numerose emittenti televisive a partire dal 16 aprile 2007. Tutti i 24 episodi della serie sono stati trasmessi in Italia dal 27 febbraio 2010 sulla rete a pagamento Hiro con il titolo Emma - Una storia romantica; la serie è stata ritrasmessa integralmente da Mediaset tra i programmi mattutini su Italia 1, a partire dal 7 agosto 2012.

#### Doppiaggio
Il doppiaggio italiano è stato svolto presso lo Studio P.V. di Milano sotto la direzione di Donatella Fanfani ed i dialoghi di Mary Pellegatta e Silvia Baccinelli.
| Personaggio                  | Doppiatore originale | Doppiatore italiano  |
| ---------------------------- | -------------------- | -------------------- |
| Emma                         | Yumi Tōma            | Beatrice Caggiula    |
| William Jones                | Tokuyoshi Kawashima  | Davide Albano        |
| Kelly Stowner                | Taeko Nakanishi      | Graziella Porta      |
| Hakim Atawari                | Yūji Ueda            | Massimo Di Benedetto |
| Richard Jones                | Akio Nojima          | Mario Scarabelli     |
| Eleanor Campbell             | Sanae Kobayashi      | Loretta Di Pisa      |
| Grace Jones                  | Sayaka Ōhara         | Alessandra Karpoff   |
| Arthur Jones                 | Kouki Miyata         | Federico Zanandrea   |
| Vivian Jones                 | Kaori Mizuhashi      | Daniela Fava         |
| Colin Jones                  | Noriko Shitaya       | Donatella Fanfani    |
| Mrs Trollope / Aurelia Jones | Sumi Shimamoto       | Elisabetta Spinelli  |
| Al                           | Tomomichi Nishimura  | Marco Pagani         |
| Stevens                      | Yuji Mikimoto        | Sergio Romanò        |
| Theresa Hamilton             | Noriko Suzuki        | Elisabetta Cesone    |
| Sarah                        | Yōko Honna           |                      |
| Robert Halford               | Hirofumi Nojima      |                      |
| Lady Campbell                | Keiko Aizawa         | Dania Cericola       |
| Lord Campbell                | Katsunosuke Hori     | Francesco Orlando    |
| Tasha                        | Naomi Wakabayashi    | Francesca Bielli     |
| Dorothea Mölders             | Gara Takashima       | Maddalena Vadacca    |
| Wilhelm Mölders              | Yutaka Aoyama        | Marco Balzarotti     |

#### Colonna sonora

##### Prima serie
La colonna sonora originale è stata pubblicata il 15 giugno 2005 da Pony Canyon e contiene 19 tracce tutte strumentali, composte da Kunihiko Ryo che ne è anche l'esecutore, tranne che per la sigla finale eseguita con la collaborazione della Tokyo Recorder Orchestra.
Musiche di Kunihiko Ryo.
1. Silhouette of a Breeze – 3:06
2. Love at First Sight – 2:07
3. Emma – 2:39
4. Lace Handkerchief – 2:43
5. Tokyo Recorder Orchestra – Menuet for Emma – 1:33 (musica: Kunihiko Ryo, Kenji Kaneko)
6. Society – 2:38
7. Solitude – 2:13
8. Crystal Palace – 2:20
9. Silhouette of a Breeze (pianoforte) – 2:08
10. With Him – 2:10
11. Emma (pianoforte) – 2:58
12. The Season – 2:10
13. Solitude (flauto dolce) – 2:55
14. Separation – 2:50
15. Confession – 2:05
16. Menuet for Emma (pianoforte) – 1:58
17. Emma (clavicembalo) – 2:19
18. William's Love – 2:14
19. Silhouette of a Breeze (flauto dolce) – 3:07

Sigla iniziale giapponese
Silhouette of a Breeze musica, arrangiamento ed esecuzione di Kunihiko Ryo (ep. 1-11)
Sigla finale giapponese
Menuet for Emma, musica di Kunihiko Ryo, arrangiamento di Kenji Kaneko, esecuzione della Tokyo Recorder Orchestra

##### Memories- Seconda serie
La colonna sonora della seconda è stata pubblicata il 20 giugno 2007 da Pony Canyon e contiene 23 tracce tutte strumentali, composte nuovamente da Kunihiko Ryo che ne è anche l'esecutore.
Musiche di Kunihiko Ryo.
1. Memory (Strings ver.) – 2:44
2. Silhouette of a Breeze (Celt ver.) – 3:06
3. Curiosity – 1:48
4. Diary – 3:02
5. Waltz for Emma & William – 2:40
6. Desire – 2:17
7. The Belle of the Ball – 3:16
8. EMMA (Recorder ver.) – 2:17
9. Distrust – 1:50
10. Difference – 2:47
11. Rondo of Lilybell (Harpsicord ver.) – 1:39
12. Molders – 1:55
13. Nostalgia – 2:28
14. Innocence – 1:48
15. Servant's Ball – 2:00
16. Hope against Hope – 2:10
17. Upstairs, Downstairs – 2:19
18. Tragic Love – 1:44
19. Repose – 1:45
20. Rondo of Lilybell – 2:39
21. Purity – 2:16
22. Silhouette of a Breeze (Strings ver.) – 2:50
23. Memory (Recorder ver.) – 2:44

Sigla iniziale giapponese
Silhouette of a Breeze - Celtic version musica, arrangiamento ed esecuzione di Kunihiko Ryo
Sigle finali giapponesi
1. Silhouette of a Breeze - Celtic version musica, arrangiamento ed esecuzione di Kunihiko Ryo (ep. 1)
2. Rondo of Lily bell musica, arrangiamento ed esecuzione di Kunihiko Ryo (ep. 2-12)

##### Edizione italiana
Sigla iniziale e finale
Emma, testo di Graziella Caliandro (Nuvola), musica di Danilo Bernardi e Giuseppe Zanca è interpretata da Cristina D'Avena

#### Episodi
La versione anime è stata prodotta in due stagioni televisive per 24 episodi complessivi trasmessi in Giappone dal 2 aprile 2005 e in Italia dal 27 febbraio 2010.

#### Censura nell'edizione italiana

Ep. 17: Dorothea Molders è in primo piano ed Emma è sullo sfondo. La scena è stata censurata nell'edizione italiana

Nonostante la serie sia esplicitamente seinen, rivolta cioè a un pubblico maturo, gli adattatori italiani hanno eliminato tutte le scene dove si intravedono nudità femminili, che peraltro sono solamente accennate (non sono mostrati organi genitali e i capezzoli dei seni sono coperti da vestiti o capelli). Questo non ha pregiudicato la comprensione della trama, anche se alcune importanti battute dei personaggi presenti sono state per forza di cose eliminate.
Episodio 14 - Chiaro di Luna (ultima scena)
Dorothea Molders sta per coricarsi, ha indosso un'ampia veste da camera aperta sul davanti e si intravede il suo corpo nudo. Comunica all'anziana governante la sua volontà di andare a trovare l'indomani la sua grande amica signora Trollope e di voler portare con sé anche Emma. La governante è perplessa, ma non può far altro che acconsentire.
Episodio 17 - Di nuovo vicini (prima scena)
Dorothea Molders è di spalle, completamente nuda, che sta guardando fuori dalla finestra mentre le campane di una chiesa stanno suonando. Emma allude a La tempesta di William Shakespeare e la signora Molders, colpita dalla cultura della ragazza, le chiede meravigliata se lei sia veramente una cameriera.

## Accoglienza
Il manga di Emma è stato premiato con il Premio Eccellenza al Japan Media Arts Festival del 2005. La traduzione in inglese è stata inserita da Library Journal come una delle migliori graphic novel del 2007 ed è stata nominata dalla Young Adult Library Services Association tra le 10 migliori graphic novel per adolescenti per il 2008. Nel marzo 2018 si è tenuto un sondaggio sul sito Goo Ranking riguardante i personaggi maid più amati dai giapponesi e Emma è arrivata al tredicesimo posto con 68 voti.